# Empire Theatre (Liverpool)
El Empire Theatre es un teatro  localizado en la esquina entre Lime Street y London Road en la ciudad de Liverpool en el Reino Unido. Abrió sus puertas en 1925 y se trata del segundo teatro construido en este mismo lugar. Tiene el auditorio de doble nivel más grande de Gran Bretaña y puede albergar a 2.348 personas. A lo largo de su historia se han celebrado en el teatro todo tipo de espectáculos, incluyendo musicales, operas o conciertos de pop. The Beatles actuaron en el teatro en sus inicios. El teatro ha acogido dos Royal Command Performances y, en 2007, una Royal Variety Performance para conmemorar el nombramiento de Liverpool como Ciudad europea de Cultura el año siguiente. Es situado en el área de William Brown Street, el centro cultural de la ciudad. 

## Historia
El primer teatro que hubo en el lugar fue abierto el 15 de octubre de 1866 con el nombre de "New Prince of Wales Theatre and Opera House". En aquel tiempo fue el mayor teatro de Liverpool. El 29 de julio de 1867 el nombre fue cambiado a "Royal Alexandra Theatre and Opera House" en honor de la Princesa de Gáles, Alejandra de Dinamarca. El teatro cerró en 1894, pero fue reabierto de nuevo al año siguiente bajo la propiedad de la compañía Empire Theatre (Liverpool) Ltd. En 1896 fue vendido a Messrs. Moss and Thornton por 30,000 libras y renombrado "The Empire". El teatro cerro el 16 de febrero de 1924 y fue demolido.
Fue reemplazado por el actual teatro, que abrió sus puertas el 9 de marzo de 1925. En 1977 el edificio era todavía propiedad de Moss Empires, que tenía planes para deshacerse de él. Dos años más tarde fue adquirido por el Merseyside County Council. Durante los siguientes dos años, un total de 680.000 libras fueron invertidas en mejorar camerinos y ampliar el escenario y el foso para la orquesta. El teatro fue de nuevo sometido a una importante remodelación en 1999. En 2002 fue adquirido por Clear Channel Entertainment. Ese mismo año el edificio fue ampliado.

## Arquitectura
El teatro fue diseñado por W. y T. R. Milburn para Moss Empires; la talla y la ornamentación del auditorio fue llevada a cabo por E. 0. Griffiths. El edificio fue construido en acero (steel framing) y en la fachada, de estilo neoclásico se utilizó piedra de Pórtland. Está dividida en cinco tramos, los dos laterales de menor altura que los tres centrales, que albergan en su parte inferior las puertas de acceso. Sobre estas un dosel de acero decorado con medallones y bandas guilloché. En el piso superior de la fachada se abre una balcón y ventanas entre columnas jónicas. Este piso se remata con un dentellón y una cornisa.
El teatro posee la categoría de Monumento clasificado en grado II desde el 16 de octubre de 1990.

## Actuaciones destacadas
A lo largo de su dilatada existencia el Empire Theatre ha albergado actuaciones de numerosos artistas de renombre. En sus primeros años destacan las de George Formby, Sr., Harry Tate, Dan Leno, Florrie Forde, The Two Bobs y Wilson, Keppel and Betty. La primera producción en el actual teatro fue Better Days, protagonizada por Stanley Lupino, Maisie Gay y Ruth French. En los siguientes años destacan las actuaciones de Frank Sinatra, Judy Garland, Bing Crosby, Mae West, El Gordo y el Flaco, Roy Rogers, Charlton Heston, Sarah Bernhardt, Henry Irving, Vesta Tilley, y Arthur Askey. Más recientemente Johnny Mathis, The Carpenters, Neil Sedaka, The Osmonds, Tommy Steel, Adam Faith, Bruce Forsyth, Victoria Wood, Morecambe and Wise, Ken Dodd, Shirley Bassey, Kate Bush, Cilla Black, The Shadows (1989). En 1957 acogió la presentación de un grupo local llamado The Quarrymen. Vovieron en 1959, habiendo cambiado el nombre a "Johnny and the Moondogs" y de nuevo retornaron al Empire en 1962 bajo en nombre que los consagraría en todo el mundo, The Beatles. La mítica banda de Liverpool tocó por última vez en el teatro el 5 de diciembre de 1965.